# Laibach
«Laibach» (Лайбах, у перекладі з нім. Любляна) — авангардний музичний колектив, створений 1980 року в Любляні, столиці Соціалістичної Республіки Словенія, яка тоді була частиною Югославії.

## Історія
Гурт «Laibach» офіційно створено 1 червня 1980 року в Трбовлі, індустріальному місті в центрі Словенії, що спеціалізується на вугледобуванні. У вересні Laibach приготував свій перший мультимедійний проект «Червоні райони» (Rdeči revirji), що кинув виклик політичній структурі міста того часу. Проект було заборонено ще до його відкриття за «неадекватне використання символів», і гурт не зміг з'явитися на сцені, незважаючи на протест преси. Незабаром призов до військової служби розкидав членів гурту по всій країні, однак навіть у цих умовах вони спромоглися зорганізувати виставку своїх графічних і музичних робіт у Белграді 14 червня 1981 року. 1982 року Laibach дебютує як концертний гурт, спочатку в Любляні (12 січня), потім у Загребі (2 квітня) та Белграді (28 квітня). Ці концерти ініціюють підвищену цікавість поліції до творчості гурту з причини використання мілітаристських прийомів у своїх виставах. Більш як за десять років записи з цих концертів будуть скомпоновані в альбом Ljubljana-Zagreb-Beograd (1993) — один з небагатьох альбомів, де можна почути голос Томаса Хостника (Tomas Hostnik), поета й музиканта, одного із засновників Laibach, який здебільшого визначив стиль та ідеологію гурту. Після концерту в Загребі 11 грудня 1982 року Хостник покінчив життя самогубством. Незадовго до смерті він написав поезію, яка стала його своєрідною передсмертною запискою — ця поезія стала текстом пісні Apologija Laibach.
23 червня 1983 року гурт уперше виступає з телевізійним інтерв'ю в телепрограмі «TV Tednik». Інтерв'ю виявилося досить провокаційним і викликало загальну реакцію суспільства, що вилилося в заборону владою концертів гурту й використання ним назви Laibach. У листопаді й грудні того ж року Laibach концертує Європою разом з британським гуртом Last Few Days. Він дає 17 концертів у 16 містах 8 країн як у Східній, так і в Західній Європі. У грудні 1984 року гурт анонімно виступає з концертом у Любляні. 1984 року Лайбах спільно з гуртом художників Irwin і театральною трупою Scipion Nasice Sisters організує неформальну організацію Neue Slowenische Kunst (NSK). Сьогодні найвидатнішими членами цього руху є Laibach, Irwin, Noordung, Студія Нового Колективізму, Відділення Чистої й Прикладної Філософії, а також велика кількість дрібніших підрозділів, що з'являються і зникають за потребою. NSK отримала досить великий розвиток у Словенії, й навіть створила власну державу, розробивши власні паспорти, посольства, марки тощо.
У квітні 1985 року на лейблі Slovenian Ropot виходить дебютний диск Laibach. З причини офіційної заборони на використання назви Laibach, диск виходить безіменним, але з символом гурту на обкладинці. Цього ж року на гамбурзькій незалежній студії Walter Ulbricht Schallfolien виходить альбом «Rekapitulacija 1980—1984» — перший альбом гурта, що отримав міжнародне визнання. Після виходу альбому Nova Acropola на британському незалежному лейблі Cherry Red гурт підписує контракт зі студією Mute, з якою співпрацює й досі. Першим альбомом, випущеним на Mute, став Opus Dei, що був випущений навесні 1987 року й ознаменував деяке зрушення в звучанні Laibach. У лютому 1987 року гурт дає перший офіційний концерт у Словенії з часів заборони 1983 року. Вихід наступних альбомів супроводжується великими концертними турами Європою та Америкою. 26 грудня 1990 року гурт уперше дає концерт у своєму рідному місті на тепловій електростанції в Трбовлі, ознаменувавши одночасно десятиріччя Laibach і заснування NSK State. Останніми роками гурт активно концертує по всьому світі, виступає на великій кількості фестивалів, але видавати новий матеріал не квапиться. Laibach продовжує брати участь у постановці вистав, у виставках образотворчого мистецтва, створенні документальних фільмів і книг. Музиканти мешкають і працюють у Любляні.

## Склад

### Теперішні
- Мілан Фрас (із 1980 дотепер) — вокал
- Іван Новак (із 1980 дотепер) — світло та проектор
- Деян Кнез (із 1980 дотепер) — клавішні, електроніка
- Ервін Маркожек (1980—1989, із 1992 дотепер) — вокал
- Роман Декман — ударні
- Никола Секулович — бас-гітара
- Матей Мрсник — гітара
- Ева Брезникар — ударні, вокал
- Наташа Реговець — ударні, вокал

### Минулі
- Томаж Хостнік (1980—1982) — вокал, ідеолог (помер 11 грудня 1982 року)
- Андрій Люпінч — засновник гурту
- Біне Зерко — засновник гурту
- Аня Рупель — вокал
- Шреко Байда — засновник гурту
- Прімож Хладник — клавішні, електроніка
- Даміан Бежілий — клавішні, електроніка